# Balduin I al Ierusalimului
Balduin I al Ierusalimului, anterior Balduin de Boulogne (n. 1 ianuarie 1058, Lotharingia Inferioară – d. 2 aprilie 1118, Arish⁠(d), Egipt) a fost primul rege al Ierusalimului care a domnit între 1100–1118, frate al lui Godefroy de Bouillon, care a fost primul suveran al Regatului (1099–1100), însǎ nu a purtat titlul de „Rege” (a folosit titlul de „Apărător al Țării Sfinte”).

## Prima Cruciadă
Balduin de Boulogne, alǎturi de fratele său Godefroy,  au luat parte de la început la prima Cruciadă. Cu toate acestea, se consideră că dorința principalǎ, ca urmare a acțiunilor sale, a fost nu eliberarea Sfântului Mormânt, ci mai degrabă cucerirea unor teritorii în Orient și obținerea titlului de feudal.
Separându-se de armata principalǎ a cruciaților la porțile Ciliciei, unitǎțile lui Balduin s-au îndreptat spre Tarsos, sperând să-l ia cu asalt, însǎ au găsit orașul deja ocupat de alte trupe cruciate, ale lui Tancred de Taranto. Mai târziu, după plecarea lui Tancred, Tarsos s-a predat lui Balduin. După primul succes în Cilicia, Balduin a plecat spre Eufrat, „primind o invitație de la armeni, cucerește aici orașele Tel-Bașir și Ravendan și smerește toatǎ țara”.
Balduin s-a declarat senior de Tarsos, lǎsându-și acolo un paroh și și-a continuat drumul spre sud. Atunci când trupele lui Balduin au trecut pe lângǎ cetatea Mamistra, care a fost ocupatǎ anterior de soldații lui Tancred, au fost atacate de arcași – Tancred se revanșa pentru pierderea Tarsosului. Proteste în rândurile cruciaților lui Balduin și Tancred au oprit lupta, însǎ ei vor rămâne dușmani pentru totdeauna.
Reuniți cu armata principalǎ la Maraș, Balduin pentru scurt timp a rămas acolo și douǎ zile mai târziu, împreunǎ cu armata sa, s-a îndreptat spre orașul Edessa. Astfel, Balduin, care mai târziu va deveni rege al Ierusalimului, nu a luat nici o parte la eliberarea Țǎrii Sfinte.

## Cucerirea Edessei
Avînd sub mânǎ 200 de cavaleri și aproximativ același număr de soldați, Balduin se îndrepta spre Edessa. Populația creștină localǎ, întîmpina cu entuziasm eliberatorii, provocînd rǎscoale și expulzând garnizoanele musulmane din cetăți.
După ce a aflat de apropierea cruciaților, conducătorul Edessei, prințul armean Thoros i-a cerut ajutor lui Balduin împotriva musulmanilor, care amenințau orașul. Balduin a răspuns rapid apelului și cu un mic contingent (80 cavaleri), a descǎlecat în Edessa, unde a fost primit cu mare entuziasm.
Thoros i-a propus lui Balduin sǎ devinǎ mercenar în slujba lui, însǎ baronul european a cerut în schimb, recunoașterea lui drept moștenitor legitim a lui Thoros și jumătate din veniturile orașului. Thoros a fost obligat să cedeze și l-a adoptat pe Balduin. Abil intrigând, Balduin a fost în măsură să întoarcǎ împotriva tatălui sǎu adoptiv populația orǎșeneascǎ, în final o parte semnificativă din orǎșeni au început să ceară ca cruciatul sǎ conducǎ de sine stǎtǎtor.
Suferind o înfrângere din partea musulmanilor, Balduin s-a reîntors în orașul, aici împreună cu un comandant armean inițiazǎ un complot împotriva lui Thoros. Cu sprijinul populației locale, conspiratorii l-au răsturnat și ucis pe Thoros, după care Balduin devine conducător deplin de Edessa, înființând astfel Comitatul de Edessa.

## Rege al Ierusalimului
După moartea fratelui său Godefroy în 1100, Balduin l-a succedat la tron, în ciuda opoziției Patriarhului Ierusalimului și unor cruciați. Balduin I a fost încoronat în Biserica Nașterii Domnului din Betleem. Participînd mai tot timpul în războaie neîncetate, cucerind o coastǎ întinsă cu numeroase orașe importante, asigurând astfel posesiunilor sale comunicǎri strânse cu Occidentul.
Moare la 2 aprilie 1118 în timpul unei campanii în Sinai. După numele lui a fost denumit Lacul Bardawil, din regiunea unde s-a stins.